# Renato Cattaneo (1923)
Renato Cattaneo (Rovellasca, 16 dicembre 1923 – 31 maggio 2017) è stato un calciatore italiano, di ruolo ala.

## Carriera
La maggior parte della carriera la svolse fra Como e Catania, con cui conquistò una promozione in Serie A nella stagione 1953-1954. Giocò due stagioni di Serie B con la Cremonese collezionando 70 presenze e realizzando 30 reti.
È morto nel 2017.

## Palmarès

### Club

#### Competizioni nazionali
- Serie B: 1

Catania: 1953-1954